# Pugaczowskaja (obwód wołgogradzki)
Pugaczowskaja (ros. Пугачёвская) – stanica w Rosji, w obwodzie wołgogradzkim, w rejonie kotielnikowskim. W 2010 liczyła 654 mieszkańców.

## Urodzeni
- Stieńka Razin - przywódca powstania kozackiego.
- Jemieljan Pugaczow - przywódca powstania kozackiego.